# Fairfax High School (Fairfax)
La Fairfax High School, est un établissement d'enseignement secondaire public localisé à Fairfax (Virginie). Cet établissement appartient à la ville de Fairfax, administré par les services de l'enseignement du  Fairfax County Public Schools (en), dans le cadre d'un contrat passé avec le comté de Fairfax.
Le bâtiment d'origine, ouvert en 1936, est situé sur la Lee Highway (U.S. Route 29) dans l'ouest de la ville de Fairfax et est à présent occupé par la Paul VI Catholic High School (en).
La  Fairfax High School est transféré sur son site actuel en janvier 1972. En 2007, le FHS est rénové par la firme architecturale BeeryRio7 à hauteur de 54 millions $. Les rénovations débutent en mars 2005 et permettent l'ajout ajoutent 8 040 m2 de salles de classe.
La Fairfax High School a célébré son 75e anniversaire pendant l'année scolaire 2010-2011 et a été classé 205e meilleur établissement national,,.

## Étudiants devenus célèbres
- Christina Hendricks, actrice (Mad Men, Good Girls)
- Craig Mello, biologiste récipiendaire du prix Nobel de physiologie ou médecine en 2006
- Pierre Thuot, astronaute de la NASA

## Chefs d'établissement
| Directeur          | Années d’exercice |
| ------------------ | ----------------- |
| Harold Weiler      | 1943-????         |
| Robert Russell     | ?                 |
| Robert Tabor       | 1972-1977         |
| Clarance P. Drayer | 1977-1981         |
| Dr. Joan Curcio    | 1981-1983         |
| Harry Holsinger    | 1983-1988         |
| Donald Weinheimer  | 1988-1999         |
| Lillian Lowery     | 1999-2002         |
| Linda L. Thomson   | 2002-2005         |
| Scott Brabrand     | 2005-2009         |
| David Goldfarb     | 2009–2018         |
| Erin Lenart        | depuis 2018       |